# Коршів (Рівненський район)
Ко́ршів — село в Україні, у Здовбицькій сільській громаді Рівненського району Рівненської області. Населення становить 218 осіб.

## Географія
Село розташоване за 25 км від обласного центру, на правому березі річки Безодні.

## Історія
У 1906 році село Мізоцької волості Дубенського повіту Волинської губернії. Відстань від повітового міста становило 35 верст, від волості — 8 верст. Налічувалося 51 домогосподарства та 379 мешканців.
17 липня 2020 року, в результаті адміністративно-територіальної реформи та ліквідації Здолбунівського району, село увійшло до складу новоутвореного Рівненського району.

## Населення
Згідно з переписом УРСР 1989 року чисельність наявного населення села становила 247 осіб, з яких 113 чоловіків та 134 жінки.
За переписом населення України 2001 року в селі мешкало 218 осіб 100 % населення вказало своєю рідною мовою українську мову.

## Природа
Поблизу села є ентомологічний заказник «Коршівський».

## Персоналії
Уродженці села:
- Більчук Тарас Миколайович (1960—2017) — український художник, активіст Революції Гідності.
- Євген Рєпін-Логвиненко (1994—2015), солдат Збройних сил України, загинув у боях на Донбасі.
- Шуляк Петро Іванович — український військовий діяч, начальник Генерального штабу Збройних сил України (2002), начальник Генерального штабу Збройних сил України — перший заступник Міністра оборони України (2001—2002), генерал-полковник (1994), член РНБО (2001—2002).